# Burray
Burray er med et areal på 9,03 km² og en længde på ca. 5 km og en bredde på max. 3 km en af de mindste øer på Orkneyøerne. Navnet stammer fra det oldnordiske Broch tårn ay ø. 
Den ligger ca. 2 km syd for Mainland og kun få hundede meter nord for South Ronaldsay. Dæmningen Churchill Barriers. forbinder South Ronaldsay og Mainland via de to ubeboede øer Glimps Holm og Lambs Holm Over de to øer kan man køre til Kirkwall og færgehavnen Burwick. 
De fleste af øens 357 indbyggere bor i fiskerlejet Burray Village. Fiskeri og landbrug (kvægavl) og turisme er de vigtigste erhverv. Resten arbejder på hovedøen Mainland. 
Burray har et museum med fossiler og på den nordlige del ruinen Brochs. Mod vest i bugten Scapa Flow fører en dæmning over til den ubeboede ø Hunda
På Hunda var der i en lejr for italienske krigsfanger som i den 2. verdenskrig var med til at bygge dæmningen Churchill Barrier. I 1943 byggede fangerne med få midler et lille kapel der i nutiden fungerer som et mindesmærke om krigen.